# Slobodan Bajić Paja
Slobodan Bajić Paja (Šidski Banovci, 26. lipnja 1916. – cesta Zvornik-Tuzla, srpanj 1943.), studentski aktivist, narodni heroj Jugoslavije. 

## Životopis
Rodio se je 26. lipnja 1916. godine u Šidskim Banovcima, selu u hrvatskom dijelu Srijema. Potječe iz pravoslavne svećeničke obitelji. Od 1922. godine živio je u Pećincima, gdje mu je otac Božidar bio premješten. Tu je završio osnovnu školu, a gimnaziju 1935. u Srijemskim Karlovcima.
Filozofiju je studirao na Filozofskom fakultetu Sveučilišta u Beogradu, gdje je postao jednim od istaknutih aktivista studentskog pokreta.
Članom Komunističke partije Jugoslavije postao je 1938. godine. Bio je popularan partijski radnik u Beogradu i Vojvodini. Uhićen je 12. svibnja 1938. u Beogradu zajedno s dvadeset studenata. Bio je jedan od sudionika bijega zarobljenika-komunista iz zatvora u Srijemskoj Mitrovici 22. kolovoza 1941. godine. Poslije toga se pridružio fruškogorskim partizanima.
U veljači 1942. godine postao je političkim komesarom Prve čete Fruškogorskog partizanskog odreda.
Kao politički komesar Štaba (stožera) Srijemskog partizanskog odreda, 4. studenog 1942. godine, zajedno sa 6. istočnobosanskom udarnom brigadom prelazi iz Srijema u Istočnu Bosnu. U travnju 1943. Paja je postavljen za prvog političkog komesara 1. vojvođanske udarne brigade, a u svibnju iste godine postaje politički komesar Operativnog štaba (stožera) Narodnooslobodilačke vojske i Partizanskih odreda Vojvodine.
Poslije Pete neprijateljske ofenzive 1943., ovaj štab se sastao s vrhovnim zapovjednikom NOV i POJ Josipom Brozom Titom. Tom je prigodom Paja izvijestio Tita o razvitku NOB-a u Srijemu i Vojvodini. 
U srpnju 1943. Paja je poginuo u borbi s okupatorom na cesti Zvornik-Tuzla.
Paja je poslije rata pokopan u zajedničkoj grobnici s Jankom Čmelikom, Boškom Palkovljevićem Pinkijem i Stankom Paunovićem Veljkom u Srijemskoj Mitrovici. Za narodnog heroja proglašen je 5. srpnja 1952. godine.